# União das Freguesias da Póvoa de Varzim, Beiriz e Argivai
União das Freguesias de Póvoa de Varzim, Beiriz e Argivai, kurz Póvoa de Varzim, Beiriz e Argivai ist eine Gemeinde (Freguesia) im Kreis (Concelho) von Póvoa de Varzim im Norden Portugals.
Auf einer Fläche von 12,6 km² leben hier 34.266 Einwohner (Zahlen nach Stand vom 30. Juni 2011).
Die Gemeinde entstand am 29. September 2013 im Zuge der kommunalen Neuordnung Portugals aus dem Zusammenschluss der Gemeinden Argivai, Beiriz und Póvoa de Varzim (Stadtgemeinde). Hauptsitz wurde Póvoa de Varzim, während die ehemaligen Gemeindeverwaltungen in Argivai und Beiriz als Bürgerbüros erhalten blieben.